# Pétoubastis (roi de Tanis)
Pour les articles homonymes, voir Pétoubastis.
Pétoubastis (transcription selon l'historien antique Manéthon de l'égyptien Padibastet) est un roi ayant gouverné Tanis à la fin de la XXVe dynastie, en parallèle de Taharqa, aux environs de 670 AEC environ. Il n'est attesté indirectement que par des sources assyriennes, sous le nom de Putubishti, et dans des romans plus tardifs évoquant son époque.

## Identification
Le roi Séhotepibenrê Pétoubastis II et ce roi Pétoubastis (Putubishti) des sources assyriennes ont souvent été assimilés l'un à l'autre, or il semblerait qu'il s'agirait de deux rois distincts.
En effet, le nom de Séhotepibenrê Pétoubastis II a été retrouvé à Memphis, or il est très peu probable que le roi égyptien des sources assyriennes, contemporain de Taharqa, ait pu être roi de cette ville à cette époque.

## Règne
On ne sait rien du règne de ce roi si ce n'est qu'il gouvernait Tanis au moment des invasions assyriennes. Il est également mentionné dans les romans du Cycle d'Inarôs qui se rapportent aux évènements de cette époque.